# Marcos Rogério Ricci Lopes
Marcos Rogério Ricci Lopes (São João do Araguaia, Pará; 14 de febrero de 1986), más conocido como Pará, es un futbolista brasileño. Juega como lateral derecho y su equipo es el Brusque F. C. del Campeonato Brasileño de Serie B.

## Clubes
| Club                    | País   | Año       |
| ----------------------- | ------ | --------- |
| E. C. Santo André       | Brasil | 2006-2008 |
| Santos F. C.            | Brasil | 2008-2012 |
| Grêmio (cedido)         | Brasil | 2012      |
| Grêmio                  | Brasil | 2013-2015 |
| C. R. Flamengo (cedido) | Brasil | 2015      |
| C. R. Flamengo          | Brasil | 2016-2019 |
| Santos F. C.            | Brasil | 2019-2021 |
| Brusque F. C.           | Brasil | 2022-     |

## Palmarés

### Títulos regionales
| Título              | Club           | País   | Año  |
| ------------------- | -------------- | ------ | ---- |
| Campeonato Paulista | Santos F. C.   | Brasil | 2010 |
| Campeonato Paulista | Santos F. C.   | Brasil | 2011 |
| Campeonato Paulista | Santos F. C.   | Brasil | 2012 |
| Campeonato Carioca  | C. R. Flamengo | Brasil | 2017 |
| Taça Guanabara      | C. R. Flamengo | Brasil | 2018 |

### Títulos nacionales
| Título         | Club              | País   | Año  |
| -------------- | ----------------- | ------ | ---- |
| Copa de Brasil | E. C. Santo André | Brasil | 2004 |
| Copa de Brasil | Santos F. C.      | Brasil | 2010 |

### Títulos internacionales
| Título            | Club         | País   | Año  |
| ----------------- | ------------ | ------ | ---- |
| Copa Libertadores | Santos F. C. | Brasil | 2011 |